# Graafschap Buren
De heerlijkheid Buren, later verheven tot graafschap, in de huidige provincie Gelderland, maakte tot 1714 in principe geen deel uit van de Verenigde Provinciën maar was er in de praktijk wel grotendeels afhankelijk van. 

## Vrije heerlijkheid Buren
De Vrije heerlijkheid Buren ontstond in het jaar 994 doordat het graafschap Teisterbant werd opgedeeld. De heerlijkheid werd bestuurd door de familie van Buren. Hun familiewapen werd ook het wapen van de heerlijkheid en de hoofdstad Buren.
De heerlijkheid bestond oorspronkelijk uit de vestingstad Buren, stadsrechten in 1395 verkregen van ridder Allard van Buren, Asch en Erichem, maar door verwerving, oorlog en huwelijken kwamen er nog een aantal dorpen bij, waardoor de heerlijkheid in omvang groter werd. Op het einde bestond de heerlijkheid uit: de voorgenoemde plaatsen en Beusichem, Zoelmond, Buurmalsen en Tricht. 
In de 15e eeuw liep de opvolging tweemaal langs de vrouwelijke lijn. Elizabeth van Buren huwde Gerard II van Culemborg, en hun dochter Aleida van Culemborg trouwde met Frederik van Egmond. Sindsdien was het Huis Egmont  de heersende familie in Buren.

## Graafschap

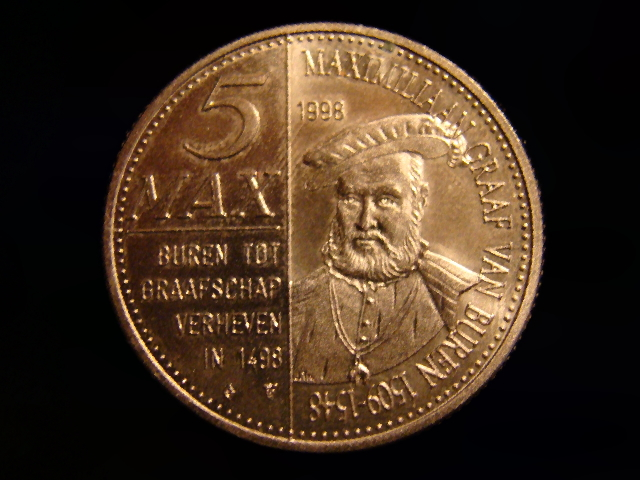
Buren tot graafschap verheven

In 1498 werd Buren door keizer Maximiliaan I verheven tot een graafschap. Later wilde keizer Karel V Buren nog verheffen tot een hertogdom, maar Maximiliaan van Egmond antwoordde hierop: "Liever een rijke graaf, dan een arme hertog" en dus bleef Buren een graafschap.
Willem van Oranje trouwde in 1551 met de erfdochter Anna van Egmont, gravin van Buren. Daarmee kwam het graafschap Buren aan het Huis Oranje-Nassau. Sindsdien voeren leden van dit huis tevens de titel graaf van Buren.
Maria, het derde kind van Willem van Oranje en Anna van Egmond, stichtte in 1612 het weeshuis van Buren, dat 350 jaar lang als zodanig heeft dienstgedaan. Daar is sinds 1972 het Marechausseemuseum gevestigd. Het ten dele nog door een wal en muren omgeven plaatsje is tot beschermd stadsgezicht verklaard.

## Heren en graven van Buren en Leerdam
| regering  | naam                 | geboren  | overleden  | familie                                                              |
| --------- | -------------------- | -------- | ---------- | -------------------------------------------------------------------- |
|           | Otto I               |          |            |                                                                      |
|           | Allard I             |          |            | zoon                                                                 |
|           | Allard II            |          |            | zoon                                                                 |
|           | Otto II              |          |            | zoon                                                                 |
|           | Allard III           |          |            | zoon                                                                 |
|           | Otto III             |          |            | zoon                                                                 |
|           | Lambrecht            |          |            | broer                                                                |
|           | Allard IV            |          |            | zoon                                                                 |
|           | Allard V             |          |            | zoon                                                                 |
|           | Allard VI            |          |            | zoon                                                                 |
|           | Elisabeth van Buren  |          |            | nicht                                                                |
| -1471     | Aleida van Culemborg |          |            | erfdochter                                                           |
| 1473-1521 | Frederik             |          |            | Afkomstig uit het huis Egmont, echtgenoot van Aleida van Culemborg   |
| 1521-1539 | Floris               |          |            | zoon                                                                 |
| 1539-1548 | Maximiliaan          |          |            | zoon                                                                 |
| 1548-1558 | Anna                 |          |            | erfdochter                                                           |
| 1551-1584 | Willem I             |          |            | afkomstig uit het Huis Oranje-Nassau, echtgenoot van Anna van Egmont |
| 1584-1618 | Filips Willem        |          |            | zoon                                                                 |
| 1618-1625 | Maurits              |          |            | halfbroer                                                            |
| 1625-1647 | Frederik Hendrik     |          |            | halfbroer                                                            |
| 1647-1650 | Willem II            |          |            | zoon                                                                 |
| 1650-1702 | Willem III           |          |            | zoon                                                                 |
| 1702-1711 | Johan Willem Friso   |          |            | neef                                                                 |
| 1711-1751 | Willem IV            | 1-9-1711 | 22-10-1751 | Schenking                                                            |
| 1751-1795 | Willem V             | 8-3-1748 | 9-4-1806   | zoon                                                                 |

Met de komst van de Bataafse Republiek hielden de graafschappen op te bestaan. Het hoofd van het Huis Oranje-Nassau (het Nederlandse staatshoofd) voert echter tot op de dag van vandaag de titel graaf/gravin van Buren en Leerdam.